# ソルコム
株式会社ソルコムは、広島県広島市中区に本社を置く建設会社である。事業の中心はNTT西日本の電気通信設備工事である。

## 沿革
- 1947年4月 - 広島電気通信工事株式会社を設立。
- 1947年5月 - 広島建設工業株式会社に商号変更。
- 1984年8月 - 広島証券取引所に上場。
- 2000年3月 - 東京証券取引所2部に上場。
- 2001年1月 - 光和建設株式会社と合併し、現社名に変更。
- 2018年12月26日 - 東京証券取引所2部上場廃止。
- 2019年1月1日 - 株式会社ミライト・ホールディングスと経営統合を実施し、ソルコムは株式交換によりミライト・ホールディングスの完全子会社となる[1]。

## 関連会社
- 株式会社ソルコムマイスタ
- 友和工業株式会社
- 株式会社シー･エス･シー中国
- 成建工業株式会社
- アイネット通信株式会社
- 株式会社電通資材